# ريتشارد بي. كونولي
ريتشارد بي. كونولي (بالإنجليزية: Richard B. Connolly)‏ هو سياسي أمريكي، ولد في 1810 في جمهورية أيرلندا، وتوفي في 30 مايو 1880 في مارسيليا في فرنسا بسبب اعتلال الكلية. حزبياً، نشط في الحزب الديمقراطي. وقد انتخب عضو مجلس ولاية نيويورك.